# Ceratinops annulipes
Ceratinops annulipes là một loài nhện trong họ Linyphiidae.
Loài này thuộc chi Ceratinops. Ceratinops annulipes được Richard C. Banks miêu tả năm 1892.